# Era bella
Era bella è il secondo album del gruppo musicale italiano I Profeti, pubblicato dall'etichetta discografica CBS nel 1971

## Tracce
Lato A
1. Era bella (Nothin' Rhymed) - Gilbert O'Sullivan (testo: Gilbert O'Sullivan, Daniele Pace)
2. Quando l'amore verrà (testo: Maurizio Bellini, Nomen)
3. Caldo amore	(Hot Love - T. Rex (testo: Marc Bolan, Daniele Pace)
4. Mille bambini (testo: Maurizio Bellini, Nomen)
5. Primo incontro (testo: Maurizio Bellini)
6. Non si muore per amore (Take To The Mountains - Richard Barnes) (testo: Gianni Argenio, Tony Hazzard)

Lato B
1. Prima notte senza lei (We Will - Gilbert O'Sullivan) (testo: Gilbert O'Sullivan, Daniele Pace)
2. Odissea d'amore (testo: Giancarlo Bigazzi)
3. Fuoco e pioggia (Fire and Rain - James Taylor) (testo: Bruno Lauzi, James Taylor)
4. Ventiquattro ore (testo: Maurizio Bellini, Daniele Pace)
5. Non è Francesca (NON È FRANCESCA - Balordi) (testo: Lucio Battisti, Mogol)